# كولبس أحمر
الكولبس الأحمر (الاسم العلمي: Piliocolobus) (بالإنجليزية: Western Red Colobus)‏ هو جنس من الحيوانات يتبع فصيلة سعادين العالم القديم من رتبة الرئيسيات.

## أنواع الكولبس الأحمر
- كولبس أحمر غربي
- كولبس أفريقيا الوسطى
- كولبس أحمر أوزونغواني
- كولبس أحمر زنجباري
- كولبس أحمر بنانتي
- كولبس أحمر بروسي
- كولبس نهر تانا
- كولبس أحمر أوغندي
- كولبس أحمر ثولوني